# Mon ours
Mon ours est une folie de carnaval en un acte d'Eugène Labiche, représentée pour la première fois à Paris au Théâtre des Variétés le 17 février 1849.
Le texte de la pièce, élaborée avec Adolphe Choler est resté inédit, mais le manuscrit autographe de Mon ours de Labiche ainsi que le manuscrit d’Adolphe Choler ont été conservés.
L’action, qui met en scène les personnages de Chiboukoff, Céleri, Bétinski, Machinkoff, Tartaro, Kracowitch, etc., se passe à St Pétersbourg dans le Palais Bétinski sous le règne de Catherine II. 